# Clemens Krauss
Clemens Heinrich Krauss (Bécs, 1893.március 31. – Mexikóváros, 1954.május 16.) osztrák karmester és operaimpresszárió, különösen Richard Strauss, Ifj. Johann Strauss és Richard Wagner zenéjével volt kapcsolatban.

## Élete
Clementine Krauss gyermekeként született, aki akkor 15 éves volt a Bécsi Állami Opera Balett táncosaként, később vezető színésznő és operett énekesnő, Gabrielle Krauss, a tizenkilencedik századi operaszoprán unokahúga. Természetes apja, Chevalier Hector Baltazzi (1851-1916) gazdag Phanariota bankárok családjából származott, akik Bécsben éltek. Baltazzi nővére, Helene Albin Vetsera báró felesége volt, és Mary Vetsera bárónő édesanyja volt, aki ennek megfelelően Clemens Krauss unokatestvére volt.
Krauss a Hofkapelle-ben (Császári Kórus) énekelt bécsi kórusfiúként. 1912-ben szerzett diplomát a Bécsi Konzervatóriumban, miután Hermann Graedenernél zeneszerzést, Richard Heubergernél pedig elméletet tanult. Ezután a morvaországi Brnói Nemzeti Színház kórusmesterévé nevezték ki (1912-1913), ahol 1913-ban debütált karmesterként. Második felesége lett Viorica Ursuleac román szoprán, aki gyakran énekelt alatta.

## Karrierje
Krauss bejárta a regionális központokat, vezényelt Rigában (1913-1914), Nürnbergben (1915) és Szczecinben (1916-1921) Pomerániában, Németországban. Ez utóbbi kinevezés bőséges lehetőséget adott neki, hogy Berlinbe utazzon, hogy meghallgassa Nikisch Artúr vezénylését, a Berlini Filharmonikusokat, ami nagy hatással volt rá. Ezután visszatért Ausztriába a grazi opera- és szimfonikus koncertek rendezőjeként. 1922-ben csatlakozott a Bécsi Állami Operaház karmesteri karához és a Bécsi Singakademie karmesteri osztályának tanára. 1923 és 1927 között vezényelte a bécsi Tonkünstler koncerteket, 1924 és 1929 között a frankfurti opera intendánsa és a múzeumi koncertek igazgatója volt.
1929-ben vendég vezényelt az Egyesült Államokban a Philadelphia Orchestra és a New York-i Filharmonikusokkal. Ugyancsak 1929-ben a Bécsi Állami Operaház igazgatójává nevezték ki. Zenekara, amelynek tagjai a Bécsi Filharmonikusok néven ismert független koncertszervezetet alkottak, 1930-ban őt nevezték ki zenei igazgatójává. 1926 és 1934 között a Salzburgi Fesztivál rendszeres karmestere volt, ahol 1930-ban Alban Berg Wozzeck operáját vezényelte.
Krauss 1933-34-ben feladta bécsi pozícióit, hogy 1935-ben a Berlini Állami Operaházat irányítsa, miután Erich Kleiber a nemzetiszocialista kormánypolitika elleni tiltakozásul lemondott. 1933-ban, Fritz Busch karmester távozása után vette át Richard Strauss Arabella című operájának ősbemutatóinak előkészületeit.
Krauss saját álláspontja a nemzetiszocializmussal kapcsolatban nem volt világos, bár szoros kapcsolatban volt Alfred Frauenfeld kormánytisztviselővel, és azt állították, hogy 1933-ban párttagságot kért. Mindazonáltal az 1930-as években ő és feleségével segítették a zsidókat Németországból menekülni. Miután összebarátkozott a brit regényíróval, Ida Cookkal és nővérével, Maryvel, akik mindketten operarajongók, fedezetet adott a csempészakciójuknak (amely azután kezdődött, hogy Viorica megkérte a szakácsokat, hogy segítsenek egy zsidó barátjának). A müncheni Bajor Állami Operaház előadásait azokban az időkben és városokban rendezték, amelyekre a szakácsoknak szükségük volt ahhoz, hogy kapcsolatba lépjenek a szökevényekkel.
1937-ben Hans Knappertsbusch lemondását követően a Müncheni Nemzeti Színház intendánsává nevezték ki. Richard Strauss közeli barátja lett, sőt 1942-ben Münchenben bemutatott Capriccio című operájának librettóját is megírta. Ő vezényelte Strauss Friedenstag (A béke napja) és Die Liebe der Danae (Danae szerelme) című operájának ősbemutatóját is. Az 1940-es évek elején a salzburgi Mozarteum Egyetemen tanított, ahol Roman Toi zeneszerző is volt tanítványa.
Miután a müncheni operaházat a szövetséges bombázások lerombolták, Krauss 1944-45-ben visszatért a Bécsi Filharmonikusok dirigálására, amíg az röviddel a második világháború vége előtt be nem fejezte tevékenységét. A háború után a szövetségesek hivatalnokai kivizsgálták karrierjét, és 1947-ig megtiltották neki a nyilvánosság előtt való megjelenést, amikor kiderült, hogy segített a zsidóknak megszökni a Német Birodalomból. Krauss ezután újra vezényelte a Bécsi Filharmonikusok számos koncertjét, köztük a híres éves újévi koncertjeit, amelyeken Johann és Josef Strauss keringői, nyitányai és polkák szerepeltek, amelyek közül sokat a Decca számára rögzítettek, valamint főként Johann, Josef és Richard Strauss egyéb stúdiófelvételeit.
1951-től a londoni Covent Gardenben, majd az 1953-as Bayreuthi Fesztiválon vezényelt operát (köztük egy impozáns Wagner Ring ciklust, amely immár CD-n is elérhető, Astrid Varnay főszereplésével Brünnhilde szerepében). 1953-ban, Mödl rövid virágkorának tetőpontján felvett egy nagyra értékelt Parsifalt is Bayreuthban, Martha Mödl főszereplésével Kundry szerepében.
1954-ben halt meg (ugyanabban az évben, mint Wilhelm Furtwängler), miközben a Bécsi Filharmonikusokkal turnézott Mexikóvárosban, és felesége, Viorica Ursuleac énekesnő mellett van eltemetve, aki 1985-ben halt meg Ehrwaldban, Ausztriában.

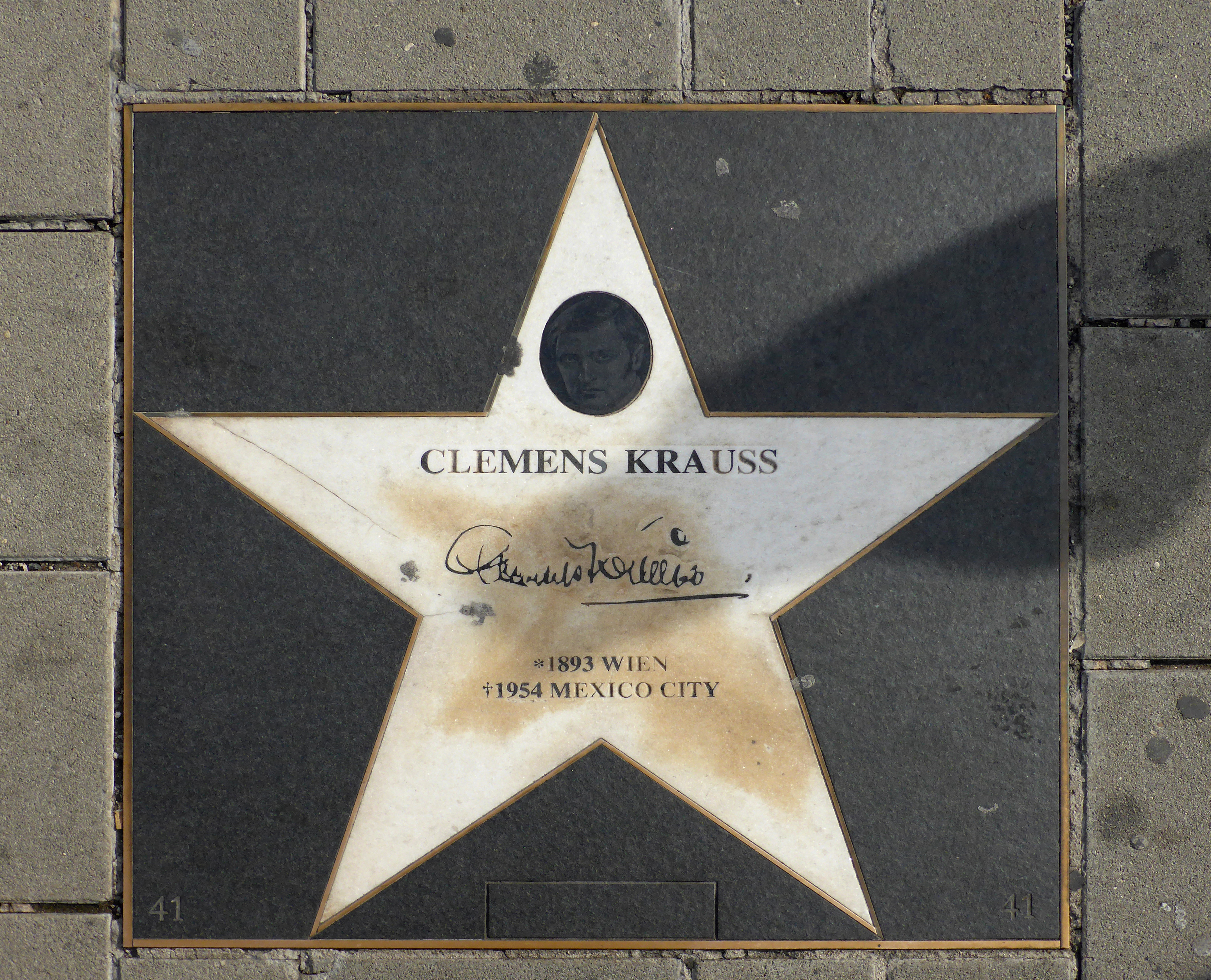
Csillaga a bécsi hírességek sétányán

Krauss viszonylag kevés felvételt készített; köztük Ifj. Johann Strauss A denevér című művének 1950-es Decca-feldolgozása, a Bécsi Filharmonikusok és az Állami Operaház sztárszólistáival (a dialógusokat nem tartalmazza; csak a második teljes felvétel az első világháború előtti, Berlinben készült akusztikus 78-as díszlet után). 1953-as élő előadása Richard Wagner bayreuthi Ring Cycle című művéből lemezen jelent meg. A Beethoven Karfantázia című művének bécsi szimfonikusokkal készült előadás, amelyet több olcsó kiadónál is újra kiadtak a Vox LP-n való eredeti megjelenése óta, szintén azon kevés felvételek közé tartozik, amelyeken Friedrich Wührer zongoraművész szerepel. Mindhármat újra kiadták CD-n.